# Jubileumsshow: Live på Liseberg
Jubileumsshow: Live på Liseberg är ett livealbum av det svenska dansbandet Streaplers, utgivet i början av oktober 2010. Albumet spelades in på Liseberg den 21 maj 2009 samband med bandets 50-årsjubiléum.

## Låtlista
1. Intro
2. Rockin' Robin
3. Mule Skinner Blues
4. Linda Marie / Min gamla flygmaskin
5. Älskar, älskar inte
6. Alltid på väg / Bugga
7. Bara femton år
8. Va' har du under blusen, Rut?
9. Nyanser / Då kom en liten ängel
10. Lång väg till dig
11. Jukboxen (Jukebox)
12. Diggity Doggety
13. Jag har en dröm (I Have a Dream)
14. Du behöver bara be mig
15. I Can't Stop Loving You
16. Valentino / Lady Banana
17. Tusen öars land (Island in the Sun) / Tårar Små Tårar
18. Mary Ann
19. Allt det som kärleken är / Till min kära / Änglasjäl
20. Att skiljas är att dö lite grann
21. Medley

## Info
Spår 1: Thomas Deutgen presenterar bandet.
Spår 2,3,12: Sång av Gert Lengstrand
Spår 4,17: Sång av Robert Löfvendahl
Spår 5,13: Sång av Towe Wideberg
Spår 6,16: Sång av Ove Pilebo
Spår 7: Sång av Lars "Lasseman" Larsson (Arvingarna)
Spår 8,20: Sång av Bjarne Lundqvist
Spår 9,18: Sång av Anders Larsson
Spår 10: Sång av Bosse Möllberg
Spår 11,19 Sång av Kjetil Granli
Spår 14: Sång av Kenny Samuelsson
Spår 15: Sång av Curt Borkman
Spår 20: Sång av alla

## Listplaceringar
| Lista (2010–2011) | Topplacering |
| ----------------- | ------------ |
| Sverige           | 8            |

### Fotnoter
1. ↑  Jubileumsshow på Svensk mediedatabas
2. ↑  ”En jubileumsskiva fylld av nostalgi” (på svenska). Hallands nyheter. 6 oktober 2010. https://www.hn.se/noje/musik/streaplers.fea6137b-8ab8-4a86-8026-e75da125434f. Läst 27 maj 2025.
3. ↑  ”Jubileumsshow: Live på Liseberg”. Swedishcharts. https://swedishcharts.com/showitem.asp?interpret=Streaplers&titel=Jubileums+Show+%2D+Live+p%E5+Liseberg&cat=a. Läst 27 maj 2025.